# Beigebröstad todityrann
Beigebröstad todityrann (Hemitriccus mirandae) är en fågel i familjen tyranner inom ordningen tättingar.

## Utseende och läten
Beigebröstad tyrann är en liten (10 cm) flugsnapparliknande fågel. Ovansidan är enhetligt olivgrön. Stjärt och vingar är mer sotfärgade med gulgröna kanter. Den har även breda gräddvita kanter på tertialerna. Runt ögat, på kinden och på undersidan är den gräddvit, på buken vitare och på undergumpen mer gulaktig. Ökat är kanelbrunt. Lätet är en serie med tre toner, ett kort och gnissligt "chweet chweet chweet".

## Utbredning och systematik
Fågeln förekommer i låglänta områden i östra Brasilien (Ceará, Pernambuco och Alagoas). Den behandlas som monotypisk, det vill säga att den inte delas in i några underarter.

### Familjetillhörighet
Arten placeras traditionellt i familjen tyranner. DNA-studier visar dock att Tyrannidae består av fem klader som skildes åt redan under oligocen, pekar på att de skildes åt redan under oligocen, varför vissa auktoriteter behandlar dem som egna familjer. Beigebröstad todityrann med släktingar placeras då i Pipromorphidae.

## Status och hot
Beigebröstad todityrann har en liten världspopulation bestående av uppskattningsvis endast 1 500–7 000 vuxna individer. Den tros också minska i antal till följd av habitatförlust. Den är därför upptagen på internationella naturvårdsunionen IUCN:s röda lista över hotade arter, kategoriserad som sårbar (VU).

## Namn
Fågelns vetenskapliga artnamn hedrar Alipio de Miranda-Ribeiro (1874–1939), en brasiliansk iktyolog. På svenska har arten även kallats sierratodityrann.